# Leonberg (stacja kolejowa)
Leonberg – stacja kolejowa w Leonbergu, w kraju związkowym Badenia-Wirtembergia, w Niemczech. Znajdują się tu 2 perony. Zatrzymują się tu pociągi linii S6 SBahn Stuttgart.